# Bon o Bon
Bon o Bon es la marca con la que se comercializan unas series de golosinas muy populares en Argentina. La golosina pertenece al grupo argentino Arcor. Su principal producto es el bombón Bon o Bon, de chocolate con leche relleno con pasta de maní.

## Historia
Bon o Bon comenzó a venderse en 1984, con el fin de ampliar la variedad de productos de Arcor. Fue creado como una variante masiva y unitaria del bombón Serenata de Amor de la marca brasileña Garoto.
Se fabrica en Argentina, México, Chile y otra en Brasil, donde se presenta con la marca Samba y en formato más pequeño, y compite con productos de marcas reconocidas como Nestlé, Garoto, Lacta - Kraft, etc. Se calcula que cerca de 600 000 000 de unidades anuales se exportan a 80 países. En el mercado argentino, se estima que el consumo de Bon o Bon llega a las 5,5 unidades por cápita, aunque es en Chile, donde esa cifra se eleva a seis bombones por persona al año. 
Actualmente, existen por lo menos seis variedades de estos bombones, Bon o Bon Leche (relleno con crema de maní y bañado en chocolate con leche), Bon o Bon Blanco (relleno con crema de maní, bañado en chocolate blanco), Bon o Bon Suave (relleno con crema de maní suave y bañado en chocolate con leche), Bon o Bon Chocolate (relleno con crema de maní al chocolate, con trocitos de maní, bañado en chocolate con leche), Bon o Bon Mix (bombón de chocolate con leche, oblea y galletitas con relleno sabor crema y chocolate) y Bon o Bon Limón (con relleno sabor a limón). En 2024 la marca lanzó el Bon o Bon de coco (con relleno sabor a coco). En ocasiones especiales, sale al mercado una edición limitada llamada gold. En Corea del Sur y Japón se comercializa el sabor matcha muy típico de la cultura de esos países. En México, además existe una quinta variedad sabor café lanzada recientemente.
En 2025, Arcor lanzó el nuevo Bon o Bon con relleno de pasta de pistacho.

## Semana de la dulzura
Gracias a Bon o Bon se impulsó la creación en Argentina de la llamada Semana de la dulzura, que empieza el 1 y termina el 7 de julio de cada año y en la cual, durante esos 7 días, se cambia una golosina por un beso.Originalmente se intercambiaban bonobones por un beso, pero actualmente se ha extendido a cualquier dulce de cualquier género.

## Otros productos
Al comienzo, Bon o Bon era solamente la marca de unos bombones, pero hoy en día podemos encontrar toda una gama de golosinas, como alfajores, barritas de chocolate, wafers, mini snacks y helados. El eslogan de Bon o Bon es, "Donde hay emoción, está Bon o Bon".